# Razengues
Razengues – miejscowość i gmina we Francji, w regionie Oksytania, w departamencie Gers.
Według danych na rok 1990 gminę zamieszkiwały 93 osoby, a gęstość zaludnienia wynosiła 21 osób/km² (wśród 3020 gmin regionu Midi-Pireneje Razengues plasuje się na 970. miejscu pod względem liczby ludności, natomiast pod względem powierzchni na miejscu 1536.).